# Dreamwidth
Дрімвідз (англ. Dreamwidth) — служба ведення онлайн-блогів, побудована на кодовій основі «Живого журналу». Вона є одним з форків версій LiveJournal.com, опрацьованих колишніми співробітниками «Живого журналу» Деніз Паолуччі та Марком Смітом. Ідея народилася з бажання створити нову спільноту, засновану на відкритому доступі, прозорості, свободі і повазі.
Проект був проголошений 11 червня 2008. Відкриту бета-версію було запущено 30 квітня 2009.

## Назва
Назву Dreamwidth було утворено за аналогією з терміном bandwidth (ширина смуги пропускання) шляхом заміни кореня band (смуга) на dream (мрія). Оскільки термін ширина смуги пропускання в сфері зв'язку та цифрових комунікацій характеризує спроможність системи передавати певну кількість даних, за замислом авторів, назва Dreamwidth має створювати асоціацію в користувачів з можливостями передавати свій креативний потенціал.
Серед українських користувачів розповсюджені розмовні назви «Мрія», «Дрім», «Широкомрій».

## Можливості
Більшість можливостей аналогічні можливостям «Живого Журналу»: користувачі мають щоденники (блоги), де вони розміщують записи, кожен з яких має свою власну, окрему вебсторінку, на якій інші користувачі можуть залишати коментарі. «Дрімвідз» також пропонує групові щоденники, які називаються спільнотами (communities).

### Облікові записи (екаунти)
Спочатку для відкриття нового облікового запису на «Дрімвідз» потрібний був код-запрошення. В грудні 2011 року в порядку експерименту запрошення були тимчасово скасовані. Оскільки не спостерігалося значного збільшення кількості облікових записів для розсилки спаму, а сервери продемонстрували здатність витримувати навантаження, коди-запрошення так і не були повернені з початку нового року, як попередньо планувалося.
Безкоштовні облікові записи мають обмежені можливості. Платні облікові записи існують двох рівнів: платні (Paid) та платні «преміум» (Premium Paid), і мають додаткові можливості. На етапі запуску бета-версії існувала обмежена кількість так званих «насіннєвих облікових запиів» (Seed Accounts), які можна було придбати окремим користувачам за підвищеними цінами з метою фінансування проекту в обмін на привілейований статус в майбутньому. Від цієї практики керівництво проекту згодом відмовилося.

### Відносини між користувачами
У відповідь на критику системи друзів (френдів) «Живого Журналу» «Дрімвідз» розділив взаємовідносини на дві окремі функції: підписка та надання доступу. Один користувач може підписатися на дописи інших користувачів або надати іншим користувачам доступ до закритих дописів. Термінологія, прийнята на «Дрімвідз», підкреслює це відокремлення: наприклад, «стрічка друзів» перейменована «сторінку для читання» (reading page), а аналогом «фільтра друзів» стали два окремі фільтри: «фільтри доступу» (access filters) і «фільтри читання» (reading filters).

### Взаємодія з іншими платформами
Порівняно з «Живим Журналом» «Дрімвідз» пропонує більший рівень взаємодії з іншими сайтами, заснованими на програмному забезпеченні «Живого Журналу», а саме можливості імпортувати щоденники з інших сайтів, транслювати свої записи на кілька сайтів і більшу функціональність для користувачів, які використовують «відкриту ідентифікацію» (OpenID).

### Пошук
На додаток до пошукових засобів, успадкованих з «Живого Журналу», власники платних облікових записів мають можливість пошуку у власних щоденниках. Це було впроваджено 24 липня 2009 року.

### Організація потоків
«Дрімвідз» дозволяє користувачам організовувати потокову трансляцію (RSS) безпосередньо в їхню стрічку для читання.

### Окремі сервіси «Живого Журналу», відсутні у «Дрімвідз»
Наступні можливості, які надає «Живий Журнал», відсутні в «Дрімвідз»:
- «головастики», пакети додаткових «юзерпик» та «юзерпики» лояльності
- віртуальні подарунки
- голосовий хостинг
- система стилів S1
- список справ
- TextLJ (дописи через SMS)
- LJ Talk (сервіс обміну миттєвими повідомленнями між користувачами)
- сповіщення про посилання на щоденник користувача (pingbacks)
- «штурхнути френда»
- автоматичне визначення музики з Last.fm
- коментування з використанням облікових записів з Facebook та Twitter
- передрук (crosspost) дописів на інші сайти та соцмережі, окрім тих, які використовують кодову основу «Живого журналу»
- мобільні аплікації
- база даних навчальних закладів
- LJ Like — можливість додавання кнопок «лайк» інших соціальних мереж
- «Мої гості»
- Кнопка «репост»
- Монетизація блогу через рекламу

## Відсутність реклами
Власники «Дрімвідз» принципово відмовилися від використання реклами, як джерела доходу з ресурсу, оскільки, на їхню думку, реклама розчиняє відчуття спільноти, а також перемикає орієнтацію ресурсу з користувачів на рекламодавців.

## Розробка
«Дрімвідз» базується на безкоштовному і відкритому (open source) програмному забезпеченні сервера, який розроблявся для «Живого Журналу». Воно написане переважно на Perl. Більша частина коду «Дрімвідз» доступна в рамках Загальної публічної ліцензії (GPL) для використання з іншими сайтами. На відміну від більшості інших сайтів соціальних мереж, створених з використанням кодової основи «Живого журналу», таких як InsaneJournal та DeadJournal, «Дрімвідз» є форком, з якого усунуті небажані можливості (реклама) і додані або знаходяться в розробці інші . Засновники сайту відмовилися від рекламної моделі фінансування проекту, як від такої, що зазіхає на приватний простір користувачів. Натомість вони запровадили платну систему, за якою користувач може придбати додаткові та преміум-можливості.
На з'їзді OSCON в 2009-му році «Дрімвідз» було визнано, як найбільш незвичайний серед відкритих проектів, з огляду на кількість жінок в команді, що його розробляють. Жінки складають близько 75 % його розробників. По галузі в цілому цей показник сягає лише 1,5 %. Паолуччі і Сміт також виступали з доповідями про модель розробки проекту «Дрімвідз» на конференції linux.conf.au в 2010-му році і отримали запрошення виступити на Web 2.0 Expo і OSCON. Деніз Паолуччі виступала на конференції Open Source Bridge в 2013 та 2014 роках.
«Дрімвідз» також був обраний, як інструкторська організація до програми Google Summer of Code 2010. «Дрімвідз» шефствував над 7 студентами, які працювали над різними проектами.

## API
«Дрімвідз» підтримує декілька інтерфейсів, які, на момент форку, залишилися йому у спадок від коду LiveJournal. Завдяки цьому, в багатьох випадках можна продовжувати використовувати готові клієнти, які були від самого початку написані тільки для LiveJournal, змінивши API endpoints в настройках клієнта на сервера «Дрімвідз».
Рекомендованим інтерфейсом для нових клієнтів залишається XML-RPC, який дозволяє створювати нові пости, редагувати старі та генерувати session cookies.
Сервіси «Дрімвідз», які з'явилися після форку, не підтримуються жодним із старих протоколів LiveJournal. Прикладом такого сервісу є Завантаження Зображень (Upload Images), до якого не існує офіційного API.
Єдиним способом взаємодії з таким сервісом для нових клієнтів є отримання спеціального session cookie за допомогою XML-RPC API і використовування отриманого cookie разом з HTTP POST, симулюючи таким чином роботу веббраузера.

## Персонал
Атена (Athena), також відома як Афуна (Afuna) або «фу» (fu) була представлена, як перший працівник сайту на оплатній основі 7 квітня 2010 року. 7 вересня 2010 року Марк Сміт проголосив, що він відходить з перших ролей в «Дрімвідз» і переходить на роботу до StumbleUpon. Він залишається власником «Дрімвідз» разом з Деніз.

## Вплив
Внаслідок позитивного сприйняття «Заяви про різноманітність» (запобігання дискримінації) і бездискримінаційній моделі залучення кадрів, різні інші проєкти також впровадили у себе подібні процедури, наприклад, «Список різноманітності» Python і Dreamfish.
Засновники «Дрімвідз» послідовно виступають з підтримкою ЛГБТ-спільноти, в тому числі, у Росії.

## Блокування доступу до «Дрімвідз» в Росії
18 квітня 2013 року сторінка з записом одного з російських користувачів була внесена Федеральною службою нагляду у сфері захисту прав споживачів та добробуту людини (Роспотребнадзор) до Єдиного реєстру доменних імен, вказівників сторінок сайтів в мережі «Інтернет» і мережевих адрес, які дозволяють ідентифікувати сайти у мережі «Інтернет», що містять інформацію, розповсюдження якої в Російській Федерації заборонено" через зміст, що, на думку експертів, сприяв вчиненню самогубств. Сторінку було заблоковано за IP-адресою всього блогової служби «Дрімвідз», через що доступ до всіх сторінок всіх блогів, розміщений на «Дрімвідзі» через російських провайдерів, був заблокований.
Станом на 6 липня 2014 року база даних Єдиного реєстру містить IP-адресу 69.174.244.50 «Дрімвідзу» у двох записах:
- від 27.02.2013 за номером підстави для внесення до Реєстру 922 і від 18.04.2013
- за номером підстави для внесення до Реєстру 923 з датами внесення до реєстру відповідно 18.04.2013 і 17.02.2014. За номером підстави 922 також внесена адреса (URL) забороненої сторінки. Доменне ім'я dreamwidth.org серед заборонених не значиться[33].

## Український сегмент на «Дрімвідз»
Кількісному збільшенню присутності українських користувачів сприяли технічні проблеми «Живого журналу», пов'язані з серією DDoS-атак у 2011 році.
Особливо цей процес набув сили після прийняття в Росії низки законодавчих актів, спрямованих на впровадження інтернет-цензури. В червні 2014 року був заблокований обліковий запис відомої користувачки Діани Макарової ( ledi_diana), яка через свій блог координувала добровільні пожертвування громадськості на потреби українського війська та Національної гвардії в регіонах антитерористичної операції, а також низки інших користувачів, які висловлювалися на її підтримку.
Докладних даних стосовно міграції користувачів з «Живого Журналу» немає, але окремі факти дозволяють оцінити інтенсивність цього процесу. Так спільнота «Наша стрічка», відкрита 15 червня 2014, одразу ж після початку санкцій конфліктної комісії «Живого журналу» проти Діани Макарової, на 6 липня 2014 мала вже 64 члени і 95 підписників. Спільнота «Рахунок», яка замислювалася, як лічильник української аудиторії, станом на 6 липня налічувала 73 члени і 63 підписники.
У квітні 2017 року, після примусової зміни Угоди Користувача «Живого Журналу», протягом неповного квітня 2017 на «Дрімвідз» зареєструвалося близько 350 тис. нових користувачів, що майже у 30 разів більше, ніж за попередній місяць.